# 超級槍彈辯駁2 再會了絕望學園
《超級槍彈辯駁2 再會了絕望學園》（日语：スーパーダンガンロンパ2 さよなら絶望学園），於PlayStation Portable上的冒險遊戲。由Spike開發，并由Spike Chunsoft发行 。2013年6月21日公布《槍彈辯駁》與《超級槍彈辯駁2》的合輯遊戲——《槍彈辯駁1・2 Reload》，於PlayStation Vita上發售。

## 本作概述
說明本作內容的主題關鍵字：「超高速推理樂園」、「迷幻熱帶風情」。舞台從希望峰學園移轉至南方島嶼「賈巴沃克」，此島由五座小島組合而成的舞台，規模與推理比前作更加盛大不少。

## 故事簡介
私立希望峰學園，那是各界名人、成功人士輩出的地方，能夠進入這件學校的學生，都在各自的領域擁有絕高的能力，他們被稱為「超高中級的」，象徵著日本未來的希望，因此，能夠進入這間學校學習，就代表著人生已經踏入了成功的大門。
嚮往著並成功進入了這所頂尖學校的學生——日向創，帶著成功的喜悅踏入學園的校門後，卻因不明原因昏倒了。醒來後，他發現自己所在的地，竟是以避暑勝地而負有盛名的賈巴沃克群島。正當包括日向創在內的，有著各式各樣不同風格與擅長領域的16名超高校級學生慌亂之時，卻看到一個自稱是班主任的布偶兔子。自稱班主任的布偶兔子－兔兔美表示：「你們將在這群島上進行修學旅行，雖然不能離開，但只要快快樂樂地過日子就好啦！」而正當逐漸消除疑慮的學生們準備開始享受修學旅行的生活時，卻被廣播召集到了賈巴沃克中央島嶼的公園之中。
另一個自稱是私立希望峰學園的校長的布偶熊－黑白熊出現了，他宣稱：「一旦進來，就必須要一輩子都待在這裡才行。如果想要畢業離開的話，只要互相殺戮就好了！」在出現殺人事件後強制執行學級裁判，在討論後找出兇手。若沒能正確找出，則除了兇手以外全員處刑。若成功找出兇手，則將兇手處刑，剩餘的高材生們繼續在島上生活。然而，不斷的互相殘殺、調查和學級裁判之後，一開始的謎團非但沒有解開，學生之間信賴關係也被一點一點破壞，同時，更多的謎團也一個接一個的湧現出來……

## 遊戲系統
同前作，該遊戲共分為三個難度，至於遊戲的畫面則以2.5D方式呈現。

### （非）日常篇
在此部分，玩家将要探索贾巴沃克岛及与其他学生进行交流，并在最后解明真相。
可使用于调查发现的、电子宠物赠与的或学级裁判结束后获得的「黑白熊金币」到「黑白黑白椰蛋树」处抽取礼物，并于自由行动时间赠送给同伴以获得「希望的碎片」。此碎片可用于兑换相应的技能及增加经验值。

### 非日常篇
当发生杀人事件后自动转入此部分。在首次由3人以上发现尸体时，将全校通报「尸体发现公告」，之后将进行自由搜查并搜集「言弹」，为学级裁判做准备。尸体报告书则会以「黑白熊档案」的形式列出来。

### 学级裁判
一定时间的自由搜查后，将举行“学级裁判”。相比起前作，本次的学级裁判系统有较大改动。除了將前作已有的四種遊戲進行改動外，本作亦新增兩種遊戲。
无休止议论
在限定的时间内，剧中人物会自动的将议论推进下去。其中的发言会有与事实不符的地方，此发言会被标记为黄色，需要使用言弹进行「论破」。论破成功可继续游戏，而失败则会扣除发言力。
对于某些情况，需要长按△将黄色发言进行记忆。被记忆的发言将转为「临时言弹」。临时言弹只能发射一次，查看弹夹及更换言弹都会导致临时言弹消失。但在时间限制内言弹的记忆功能可无限次重复使用。
相反，若是遇到需要同意某个观点的情况下，相关观点会被标记成蓝色。除了無法在藍色發言上使用言彈記憶外，其余与「论破」操作无异。
长按R键可进入「精神集中」状态。在此状态下，议论的进程将减慢，同时准星的偏移也受到抑制，使得可以更容易瞄准。精神集中需要消耗集中力槽，当集中力槽消耗完毕后将无法进入精神集中状态。集中力槽会随时间恢复。
在难易度设定为「欺负人」的状态下，将会出现与议论无关的杂音。言弹若是击中杂音也会判定为无效。这时需要使用消音器（○键）消音。击中杂音会获得少量时间回复，但是击中发言将会扣除大量时间作为惩罚。部分雜音須打擊數次方能消除。
可随时按住×进行快进。但此时剩余时间也会等比快速减少。
反论對決
当有人持有不同意见并对主角进行反论时就会进入。同无休止议论一样，需要论破对方。
使用方向键或摇杆对对方的发言进行斩击。有时对方的发言存在耐久度，因此可能需要进行多次斩击。当朝一个方向斩击超过两次后再斩向其它方向时，可发挥出平常两倍的威力。
画面右下方显示出锐利度。无论是否成功斩击锐利度都会减一。当锐利度降为0后本回合内无法再次斩击。
当斩破对方的发言后，分割背景的「气氛条」会向对方挤压，自己的画面会变大，表明气氛正在向自己这一方倾斜。当气氛好到一定程度后就会形成「发展」状态，从而引出更多的发言，同时也会暴露对方的弱点。
若对方发言已结束但气氛未超过临界值，则会被判定为「平手」，此时需要连续按下○键来强制「发展」。
若对对方的发言置之不理或斩击了黄色文字，气氛就会向坏的一面发展，到达一定程度就会形成「逆发展」。此时已暴露出的弱点将回收，发言回到最初状态并扣除发言力。
当发现弱点时，可按△使用对应的言刃斩击，与无休止议论的「论破」无异。
R键的功能与无休止议论相同。
闪耀字谜·改
前作「闪耀字谜」的升级版本，在限制时间内使文字组成问题的答案。
当两个相同的文字撞在一起时会融合成一个大文字，并静止在原地。当不同的文字撞在一起时文字会消失并扣除发言力。
使用○键吸收或释放小文字，或者点燃大文字。若不点燃大文字，一段时间后其会自爆并扣除发言力。
使用△键将大文字作为当前空格的答案。此键对小文字无效。
使用□键显示问题。
R键的功能与无休止议论相同。
逻辑深潜
主角會進入腦內的想像世界進行潛行，逐步推論出問題的答案。
是一個類似滑板競速的小遊戲，須在賽道上進行跳躍及避開障礙物等動作，途中會出現數條問題，須選擇標示著正確答案的賽道以繼續潛行。
若撞到障礙物、掉到賽道外或者是回答錯誤的話，將會扣除發言力。
使用○或R鍵加速，△或L跳躍，×進行剎車。
恐慌论战（P.T.A.）
前作「M.T.B.」的升级版本，节奏加快的同时判定也比前作严格。
配合着音乐节奏，按下○键锁定对方的发言，松开○键破坏对方的发言。可以一直按着○键来锁定多个发言。若松开时未配合节奏，则发言不但不会被破坏，之前的锁定也会消失。
当未出现失误时，则会形成「连击」。达到一定的连击数后，节奏就会加快，形成「加速音乐」。相反，若失误过多，则会强制减速。
使用□键装填子弹。Fever Time 时无需装填，子弹数会被锁定为无限大。
按下R键会进入「Fever Time」。在此状态下节奏将强制提升至最高速度，并无视玩家的按键失误，同时子弹保持满弹状态不会减少。狂欢时刻需要消耗集中力槽，当集中力槽消耗完毕后将自动退出狂欢时刻。
最后需要根据问题按顺序按下○△×□四个按键，使得在屏幕上处于四个按键位置的字组成问题的答案进行论破。与闪耀字谜·改无异。
高潮推理
学级裁判的最终环节。事件将以漫画的方式表现出来，需要在限定的时间内回顾整个案件并补全空缺的地方。
漫画碎片将分为5组给出来，每一组都会含有1至2个干扰项。只有完成一组后才能给出下一组。当漫画碎片填充后即刻判定：若正确则剩余时间加10秒，错误则当即扣除发言力。
此环节将不计入学级裁判的总评。

### 附加要素
- 槍彈島嶼 臉紅心跳畢業旅行之空前危機？
- 魔法少女神奇百變★黑白美
- 槍彈辯駁IF 希望的逃生裝置與絕望的遺憾無雙

## 登場人物
官網公布十六名學生與兩隻填充玩偶，較前四位角色公布時間，後十二位比較公布晚些。

### 主角
日向創（配音員：高山南／舞台劇演員：橫濱流星）
本作的主角，超高中級的？？？。生日1月1日、身高179cm、體重67kg、胸圍91cm、血型A型。
從小時候就比任何人都嚮往才能與希望峰學園，如願以償後卻捲入了修學旅行的風波之中。由於失去被帶到島嶼前的記憶，因此不知道自己的「超高中級」才能。就算出現互相殘殺的狀況，依然為了活下去而努力尋找犯人。初期和喚醒他的狛枝一起行動，也因此在對方展現其本性時打擊甚大，在之後都特別對他抱有警戒的態度。
其性格與思考邏輯較偏向普通人，人緣不錯，有時會擔任吐槽的角色，有不錯的邏輯推理能力。雖然說話時較強勢，不過在抗壓方面比較被動。有一根看起來很硬的呆毛。
真實身分是不具備任何「才能」的預備學科，本人十分在意，但因受到大家（除了狛枝）的鼓勵而釋懷。另一個身分是透過希望峰學園改造腦部的人工希望——超高中級的希望「神座出流」，腦部遭學園改造並清除多餘的情感，性格也與日向創完全不同。程式中江之島盾子指出他犯下殺害學生會所有成員的罪孽，由動畫劇情得知他僅是旁觀而沒有出手，僅被盾子利用並栽贓（本人也因想看局勢發展而任由她利用），沒有被洗腦成絕望殘黨。造成本次自相殘殺事件的黑幕，將江之島盾子的AI——江之島盾子Alter Ego帶進「希望更生程式」內，想看「希望」與「絕望」哪一方能走向未來。最終日向創人格回歸，自願留在島上喚醒在遊戲中死去的夥伴。
由於程式使用的Avatar是內心深處的初始人格，因此在程式中以日向創的身分登場。

### 主要人物
狛枝凪斗（配音員：緒方惠美／舞台劇演員：铃木擴树）
超高中級的幸運。生日4月28日、身高180cm、體重65kg、胸圍84cm、血型O型。
身材修長的白髮美少年，總帶著友善的微笑，是一開始拉近日向和其他同學距離的人，認為自己和日向有某種相似之處。表面上是個爽朗謙虛、態度溫和但有時會過度自貶的人，實際上極度迷戀「希望」達到了偏執狂的地步，視天生的才能為絕對的希望，對人命（尤其是自己的）能毫不在意的一笑置之，但也曾多次以希望鼓勵他人或扭轉審判局勢。與扭曲的性情相對的超凡才智和煽動力使他成為了十分難纏的人物，擁有在搜查初期就能大略推理出事情的全貌的推理能力和洞察力，會視情況選擇混淆視聽包庇兇手或引導眾人發掘真相，想知道哪邊的希望會獲勝。因價值觀和精神狀態異常，有時會表現非常瘋狂的言行，所以不被同伴所喜愛。
會在周圍的不幸中獲得足以顛覆不幸的巨大幸運，並認為「幸運」是沒用的才能，但同時亦對自己的強運深信不疑。也因為自己的特殊能力而扭曲的信仰著不會被任何命運影響的絕對希望。根據他的描述，小學時與父母搭乘飛機時遇到劫機，後因隕石擊中墜機生還並獲得鉅額遺產和自由，但父母被隕石波及在他面前當場死亡；初中時在路上被殺人犯綁架，但於垃圾袋內意外獲得的彩券中了三億日圓；高中時醫生診斷得知患上絕症，但同時收到了希望峰學園的入學通知（高中時的遭遇可能為謊言）。
身體素質不好，因為喜歡解謎所以喜愛推理電影，喜歡圖書館則是因為「不會有不幸的事情發生」。淺意識希望自己沒有幸運的才能過上普通的人生。
在第一章中，為了讓各位「超高中級的希望」（即指日向與以下的所有人物）能跨過「絕望」而制定殺人計畫，故意被花村發現，導致十神成為花村刀下的替死鬼。因為第一章的作為，在第二章被拘禁在宴會廳。
在第三章中，患上了絕望病，是為「說謊病」，病如其名就是會不斷說謊。此章中在搜查前一直昏迷，因為這次兇手是因絕望而殺人，在審判時只幫助了主角那方。
在第四章中，進入最終死亡房間，成功通過最高難度的俄羅斯輪盤，得到黑白熊贈予的「通關特典」發現所有人都是絕望殘黨以及日向是預備科的事實，對所有人（尤其日向）態度從無條件吹捧到不屑一顧。為了將所有絕望殘黨一網打盡，在第五章設下一個「偽裝成他殺的自殺的他殺」的陷阱，以極端殘忍的方式結束自己的生命，利用自己「超高中級的幸運」將奸細強制設定為殺了自己的凶手，想讓除了未來機關的奸細以外的絕望殘黨全部被處刑，但在設局的同時也刻意在房間留下線索。在學園審判時，主角眾人發現了他的目的，然而奸細為保護大家間接承認了自己的身分，被大家投票選為兇手，導致他的計畫被阻止。
主角眾人找到狛枝凪斗生前遺留下來的錄影帶，狛枝凪斗在影帶中闡述如果自己的作為能使世界導向希望，也希望自己被稱為「超高中級的希望」並留下遺跡的密碼提示。是最後一個在日向的幫助下在現實中甦醒的人。
是被江之島盾子洗腦成絕望殘黨之一。官方外傳《絕對絕望少女 槍彈辯駁 Another Episode》中，為了將苗木困培養成比其兄苗木誠更強大的「希望」，與塔和最中（莫娜卡）合作，成為了「希望的戰士」的僕從。江之島盾子死後（前作《槍彈辯駁 希望學園與絕望高中生》的劇情），身為絕望殘黨的狛枝凪斗，自行把江之島盾子的左手移植到了自己的左手上。
名字是由「苗木誠」重新排列組成。
花村輝輝（配音員：福山潤／舞台劇演員：、（二人一役））
超高中級的廚師。生日9月2日、身高133cm、体重69kg、胸囲88cm、血型A型。
對食物很有熱誠的煮食技巧高超的廚師，為東京有名食店「花村飯堂」的繼承人。對性欲方面也很有興趣。一直在試探邊古山的防線與索妮亞的攻略，而且他那無窮無盡的探求欲，更可鎖定男性同胞。
在第一章發現狛枝的陰謀（實為狛枝故意暴露），為了讓他停手與想獲得已經失去的關於花村飯堂和媽媽的記憶而殺死十神，在學級裁判中被揭發為兇手，而被黑白熊施以「花村炸豬排」（花村とんかつ），在連續被導彈轟炸下再被點上麵包糠後丟到岩漿池變成炸人肉排。
是被江之島盾子洗腦成絕望殘黨成員之一。
小泉真昼（配音員：小林優／舞台劇演員：、（二人一役））
超高中級的攝影師。生日4月24日、身長165cm、体重46kg、胸圍77cm、血型A型。
擅長人物拍攝、前途被看好的女孩。性格正義，對男性態度的相當嚴苛，會對無法依靠的男性說教，尤其是日向在她眼裡一點也不可靠。
第二章的死者，因為動機「黃昏症候群」，被邊古山邊古用金屬球棍殺死。
是被江之島盾子洗腦成絕望殘黨成員之一。
九頭龍冬彥（配音員：岸尾大輔／舞台劇演員：椎名鯛造、伊崎龍次郎（二人一役））
超高中級的黑道。生日8月16日、身長157cm、体重43kg、胸囲73cm、血型AB型。
旗下有超過三萬名道上弟兄的國內最大幫派組織「九頭龍組」的繼承人。本人卻討厭依靠家族關係，認為靠自己的實力也可以創造出一個組織。個性討厭團體行動與交際，嘴上不饒人，討厭被說是娃娃臉和矮冬瓜。在受邊古山的保護下活下來後對別人的態度大有改善。
其妹為預備學科學生，自稱「超高中級的妹妹」，與哥哥一樣是娃娃臉，在本作第二章作為遊戲「黃昏症候群」中的角色登場。
是被江之島盾子洗腦成絕望殘黨成員之一。
澪田唯吹（配音員：小清水亞美／舞台劇演員：伊波杏樹）
超高中級的輕音樂社员。生日11月27日、身長164cm、体重42kg、胸囲76cm、血型AB型。喜歡的東西：散步、睡午覺、玩遊戲；討厭的東西：無聊、自稱擅長馬鈴薯燒肉。
原本是超人氣女子高中樂團「放學後下午茶」的吉他手，後來因發展性不合宣布退團展開個人音樂事業。性格樂觀，且經常興奮過頭，總是能夠在下一瞬間忘卻不安情緒。其輕音樂具重金屬風格。
她們所發售的處女作《放課後拗吼吼時間》擁有百萬點擊率，但是她以方向性不同為由宣布退團。現在在單獨活動中。一直都處於極度興奮的狀態，樂觀到即使被告知要互相殺戮在下一個瞬間就能將其忘得一乾二淨。耳朵極其靈敏，甚至能在嘈雜的環境中分辨出每個人所說的話。
第三章的死者，因得了絕望病，變得無論誰的話都不假思索地相信。與西園寺日寄子兩人被罪木蜜柑所殺害。
是被江之島盾子洗腦成絕望殘黨成員之一。
姓名源自“某女子高中生乐队漫画”四位主角名字中各取一字。
七海千秋（配音員：花澤香菜／舞台劇演員：山田菜菜）
超高中級的遊戲玩家。生日3月14日、身高160公分、體重46公斤、胸圍88公分、血型O型。
不管是哪種類型的遊戲，只要是電玩遊戲就一定能手到擒來的超級遊戲達人。其集中力強到可以一邊自我介紹、一邊玩遊戲的程度，不過平常有點天然呆，一旦鬆懈就會想睡覺。由於解謎遊戲也是擅長的遊戲之一，有出色的觀察力，時常在審判中幫助日向找出真相，被黑白熊評為「能和狛枝同學媲美，班級審判中的得分手」。
對她來說，人生就是遊戲。而正因如此，大家才不應該自相殘殺，因為如果得不到快樂的話就不是遊戲了，且勝也好敗也罷，什麼都留不下的話是沒有任何意義的。
十分缺乏社會常識。父親是一名程式設計員，有一名長兄。出生的時候就已經沒有母親。有寫日記的習慣（在黑白美手裡保管）。
在第五章，身為背叛者的七海為了幫助大家全員逃離而犧牲自己，安慰了傷心的大家後和黑白美一起被處以「PLEASE INSERT COIN」（請插入硬幣），處刑方式是被巨大的俄羅斯方塊砸死。由於是人工智慧，她並沒有完全消失。在最後的學級裁判中，七海現身幫助大家，成功消滅「超高中級的絕望」江之島盾子的人工智慧。
第五章通關後可獲得七海的遺物：玩家背包。
真正的七海在「人類史上最大最絕望事件」前，被江之島盾子給處刑。人工智慧的七海是由大家的潛意識裡符合所有人形象、因為大家「想再見到她」的心情而作為兩名監視者之一的「學生」再次出現，負責管理他們。
貳大貓丸（配音員：安元洋貴／舞台劇演員：川島邦裕）
超高中級的經理。生日2月22日、身長198cm、体重122kg、胸囲122cm、血型A型。
不光是嗓門，就連身軀也很巨大的巨漢。有者「讓無名的吊車尾高中的橄欖球社、面臨廢社危機的棒球社榮獲全國冠軍」的驚人經歷。
除了原來的才能外，亦很擅長按摩。本身腸胃不太好，常常跑去上廁所。跟終里赤音是亦敵亦友的身分。
在第四章被改造成機器人，被田中眼蛇夢的「破壞神暗黑四天王」關閉電源後被殺害。
是被江之島盾子洗腦成絕望殘黨成員之一。
終里赤音（配音員：朴璐美／舞台劇演員：高橋優）
超高中級的體操社员。生日7月15日、身高176公分、體重56公斤、胸圍93公分、血型B型。
惡魔般火辣的身材是最大特徵，腦子裡總是想者「戰鬥」、「吃東西」。會在興致高昂時施展驚人的演技。遇到問題總想以拳頭解決。出身在日本的貧困地方。
在第三章和黑白熊戰鬥但是輸了，在要被黑白熊的火箭砲打中時被貳大貓丸保護而活了下來。跟貳大貓丸是亦敵亦友的身分。
在第三章中得了絕望病，變得非常懦弱。
是被江之島盾子洗腦成絕望殘黨成員之一。
邊古山佩子（配音員：三石琴乃／舞台劇演員：）
超高中級的劍道家。生日6月30日、身長172cm、体重51kg、胸囲85cm、血液型O型。
擁有連成年男性也招架無力的高超劍術與不像是高中生的面貌，是個威風十足且沈默寡言的美女。不苟言笑的外表下藏著少女心。因為常在下意識裡放出殺氣讓小動物不敢接近而感覺很苦惱。
是九頭龍冬彥的貼身保鏢，九頭龍喜歡的對象，與他在小時候就認識，因此並沒有因為被抹去校園記憶而忘記九頭龍。也是他的親衛僕人，自稱為九頭龍的道具，殺死了小泉，在學級裁判中被指認出是兇手被黑白熊處以「暴坊少女」（被黑白熊操控去攻擊機器人後砍傷了九頭龍，為了保護九頭龍被機器人亂劍刺死）。第二章通過後獲得邊古山的遺物：黑龍丸。
是被江之島盾子洗腦成絕望殘黨成員之一。
西園寺日寄子（配音員：三森铃子／舞台劇演員：水越朝弓）
超高中級的日本舞蹈家。生日3月9日、身長130cm、体重31kg、胸囲64cm、血型B型。
憑不像高中生的少女外表與聲嗓，在國外有高知名度的人氣舞蹈家。喜歡吃小熊軟糖。認為島上除了小泉外沒有正常人，因此經常纏著小泉。
和外表不同是個壞孩子，喜歡欺負罪木、給其他人取奇怪的綽號，把十神叫作「豬腳仔」。私底下精神卻很脆弱。
在第三章中在索妮婭建議下前往演唱廳繫和服帶子，無意中發現了罪木蜜柑想要殺害澪田唯吹，而後被罪木蜜柑殺害。
是被江之島盾子洗腦的絕望殘黨成員之一。
索妮亞·內瓦麥（Sonia Nevermind，配音員：荒川美穂／舞台劇演員：傑米·夏樹）
超高中級的公主。生日10月13日、身長174cm、体重50kg、胸囲83cm、血型A型。
來自歐洲小國的留學生，貨真價實的王室公主。有藍寶石般的眼睛及閃亮亮的金髮，讓人有捨不得移開視線的魅力。
十分喜歡日本文化，由好電視劇及漫畫。對田中相當有興趣。在學級裁判過程中幫助主角的次數不少。（提出需要贊成的論點）
是被江之島盾子洗腦的絕望殘黨成員之一。
左右田和一（配音員：細谷佳正／舞台劇演員：石田壹成）超高中級的机械师。生日6月29日、身長172cm、体重64kg、胸囲86cm、血型A型。
對機械維修非常拿手的青年。外表上看是個穿著花俏的散漫男，其實是個性很謹慎的人。對索妮亞抱有好感，且總是被她的言行舉止搞得團團轉。有抖M個性，不管索妮亞對他說什麼都會感到興奮。
雖然能製造大部份交通工具，但似乎很容易暈車。
是被江之島盾子洗腦成絕望殘黨成員之一。
田中眼蛇夢（配音員：杉田智和／舞台劇演員：井上正大）
超高中級的飼育股长。生日12月14日、身長182cm、体重74kg、胸囲93cm、血型B型。
中二病患者。有著「讓任何動物立刻親近他」的奇異才能，更有著被稱為「能聽懂動物的聲音與跟動物對話的能力」，甚至還能把瀕臨絕種的動物維持應有的數量。
圍巾裡藏有他飼養的四隻倉鼠，田中將其稱為「破壞神暗黑四天王」，名字分別為「SanD」、「MagaG」、「ChaniP」、「JanP」。
第四章殺死了貳大貓丸，在學級裁判中被指認出是兇手被黑白熊處以「眼蛇夢墮於大地」（被大量的動物撞倒後被動物天使帶到天上），死前將倉鼠放下。
是被江之島盾子洗腦成絕望殘黨成員之一。
十神白夜（配音員：石田彰／舞台劇演員：西洋亮）
超高中級的贵公子。生日5月5日、身長185cm、体重130kg、胸囲128cm、血型B型。
日本一流名門企業家的大少爺，從小開始學習帝王學與至於全身散發一股令人難以接近的感覺。已經參與經營數家公司，並累積為數不少的私人財產。由於種種原因，責任感十分強烈。被西園寺稱為「豬腳仔」，十神對此並不討厭。「前作的出場角色」，比起前作明顯體格肥大不少，只要手持有食物就會吃下去的習慣。
實際身份是「超高中級的欺詐師」，並非十神白夜本人。
在第一章負起責任擔當眾人的領隊，收到狛枝凪斗的犯罪預告信，本想利用派對來互相監督，並在停電時，利用夜視鏡來阻止狛枝凪斗，卻還是遭花村以長串貫穿腹部誤殺而死。
是被江之島盾子洗腦成絕望殘黨成員之一。
罪木蜜柑（配音員：茅野愛衣／舞台劇演員：須藤茉麻）
超高中級的卫生股長。生日5月12日、身長165cm、体重57kg、胸囲89cm、血型A型。
對藥物學與醫學相當有研究的護士，已為他人犧牲奉獻為自己人生的座右銘，不過卻因舉止可疑、缺乏自信心與不幸的體質使得身邊沒有什麼朋友，更曾被欺負。另外本人也有多少被害妄想傾向。自我介紹後提前準備了5000個不同的話題。時不時就會摔倒，第一章里在眾人面前摔倒過兩次，聚會上的第二次摔倒在第一次學籍裁判中起到了言彈的作用並且真的用上了。
在第三章中因患上絕望病，想起了自己作為絕望殘黨的記憶，將西園寺日寄子和澪田唯吹殺害。在學級裁判被指認出是兇手被黑白熊處以「痛痛全都飛走吧」（坐在巨大的手臂型的火箭上飛到外太空）。處刑的畫面表現方式是坐在巨大的機械手臂上飛上天，實際是被注射超量毒品亢奮而死。第三章通關後獲得罪木蜜柑的遺物：白衣圍裙。
是被江之島盾子洗腦成絕望殘黨成員之一。
黑白熊
配音員：大山羨代／舞台劇配音：同左
自稱「希望之峰學園」學園長的一邊為白色而另一邊為黑色的熊型機器玩偶。
把學生們軟禁在賈巴沃克島上，以能平安離開島嶼為由，要求學生們互相殘殺。自稱黑白美的哥哥，個性與前作的分別不大。
黑白美／兔兔美
配音員：貴家堂子／舞台劇配音：同左
自稱「希望之峰學園」領隊教師的兔子型機器玩偶，被黑白熊改造成一邊白色另一邊粉紅色。努力想感化疑神疑鬼的學生們，但個性愛哭又溫柔，說話時會有「啾」、「です」等尾音，且非常為學生著想，總是被黑白熊欺負及被學生們冷嘲熱諷的態度對待。
實際上是「未來機關」的人工智慧。

### 其他人物
神座出流
小説『槍彈辯駁/0』裡希望峰學園長所調查的對象學生名字，本作則是希望峰學園的開校創辦人為人所知。
江之島盾子（配音員：豐口惠／舞台劇演員：神田沙也加）
前作的登場人物，「超高中級的絕望」。在前作因為計畫被苗木等人破壞替自己處以「超高中級的絕望處罰」後死亡，但因在生前利用了七海千秋的父親所寫的程式，做出了自己的人工智慧體，打算利用未來機構的新世界程式來執行「全世界人類江之島化」計畫。
苗木誠（配音員：緒方惠美）
前作的主角人物。現為超高中級的希望。

## 名詞解釋
賈巴沃克島
位於南洋上，由五座小島組成的度假島嶼「賈巴沃克」。每座島上各有一隻神聖的動物作為象徵，也是這次學生互殺的舞台。
其島名出自於《愛麗絲鏡中奇遇》的虛構生物「Jabberwocky」。
私立希望峰學園
一間擁有上百年歷史的私立學校，那兒集合來自全國的菁英。
如果可以在這間政府公認特權的學校畢業的話就和得到成功的人生沒兩樣。
超高中級的
每個就讀希望之峰學園的學生都有與別人不同的地方，引號內的正是其過人之處的身份。
如「超高中級的劍道家」，有著不凡的劍術技巧和強韌不已的精神力。
與「超高中級的廚師」，對食材和顧客的熱情與處理料理高超的技術。
新世界程序
別名為Psychotherapeutic Communication Simulator，為新世界程序最新型心理治療機器以及管理程式構成。
透過直接影響使用者大腦並同步假想世界，在假想世界所構築的記憶資料可與現實世界的資料置換，且身體同時存在於真實世界。
未來機關第十四支部所屬苗木誠等其他5人將他們帶進這程序，並讓他們記憶恢復到遇見江之島盾子前的生活。
由「超高中級的程式設計師」、「超高中級的神經學家」、「超高中級的治療師」等人所開發的系統。
預備學科
一些沒有過人之處卻想就讀希望峰學園的人，可以付大量金錢，通過一般考試就讀希望峰學園。
因為沒有過人之處，所以只可就讀預備學科。並無法跟超高中級的學生上同等的課程與待遇。
那些錢則會用作研究費用，希望峰學園才能進行「才能的育成和研究」與執行最高計畫「神座出流重生程序」。
處罰
意指「處刑」，種類有許多，全都看黑白熊決定選擇，甚至有用鉤子穿過腦門的處罰，但是只能在學生違反規則和學級裁判結束後使用。
學級裁判
當殺人事件發生後每個學生都必須強制參加，倖存的學生們必需討論誰是兇手，如果成功指出凶手的話就只有凶手會被處罰，如果指錯凶手的話除了凶手以外的人都會被處罰，而凶手則能夠離開賈巴沃克島。
規則
由黑白美（兔兔美）和黑白熊所訂下強制要求學生遵守，如果違反就會被黑白熊直接處刑，原本是黑白美希望學生們和睦相處才訂下的，但是被黑白熊增加了強制性和學級裁判的規則，而規則同樣能限制黑白美和黑白熊，增加的規則可以從學生手冊確認。
動機
黑白熊為了增加學生的殺意而準備的事件，例如製作真人殺人事件遊戲或散佈絕望病或將學生關在密閉空間讓他們慢慢餓死等。
絕望病
黑白熊為了讓學生自相殘殺而準備的動機，是介由賈巴沃克島上的一種肉眼看不到的小蟲來傳播給人類再由人類傳播給人類的恐怖疾病，被感染到的人會放棄希望接受絕望，症狀因人而異，例如狛枝是說謊病，終里是軟弱病，澪田是一版一眼病，而罪木則是回復記憶病。
學生手冊
黑白美發給島上的學生的電子手冊，可以確認通信錄和規則和言彈內容。
黑白獸
由黑白熊操控的巨型動物機器人，原本是賈巴沃克島上的雕像，後來在第二到第五座島擋住日向等人讓他們無法自由跑到其他島上，每進行一次學級裁判結束後就會有一隻被黑白美解決掉。
黑白熊檔案
當殺人事件發生時黑白熊會給學生的驗屍報告，內容記載了被害人的姓名，致命傷和推測死亡時間，會根據事件而刻意不寫出某些事，而沒被寫出的事是事件的重點。
屍體發現廣播
當一具屍體被三人以上的人發現時會播放，如果屍體被發現後廣播的話該屍體之後不論被發現幾次都不會再播放，黑白熊會根據事件來判斷凶手是否有包含在這三人之中再播放。

## 主題曲
《出航 - departure -》
作詞：em:óu，作曲、編曲：言瀨聰志，歌：緒方惠美

## 網絡廣播
『超級槍彈辯駁 緒方恵美的絶望学園放送部』2012年7月16日。
主持
緒方惠美（狛枝凪斗 役）
來賓
- 第1回（2012年7月20日 放送）：高山南（日向創 役）
- 第2回（2012年7月27日 放送）：貴家堂子（黑白美 役）
- 第3回（2012年8月3日 放送）：高田雅史（音楽）
- 第4回（2012年8月10日 放送）：大山羨代（黑白熊 役/只有留言）、小高和剛（腳本）
- 第5回（2012年8月24日 放送）：石田彰（十神白夜 役）
- 第6回（2012年8月31日 放送）：朴璐美（終里赤音 役）
- 第7回（2012年9月7日 放送）：三石琴乃（邊古山佩子 役）
- 第8回（2012年9月14日 放送）：三森鈴子（西園寺日寄子 役）
- 第9回（2012年9月21日 放送）：荒川美穂（索妮亞·內瓦麥 役）
- 第10回（2012年9月28日 放送）：岸尾大輔（九頭龍冬彦 役）
- 第11回（2012年10月5日 放送）：安元洋貴（弐大猫丸 役）
- 第12回（2012年10月12日 放送）：茅野愛衣（罪木蜜柑 役）
- 第13回（2012年10月19日 放送）：希望ヶ峰学園放送部 担当K・担当T
- 第14回（2012年10月26日 放送）：岩瀬聡志（主題歌作曲）
- 第15回（2012年11月2日 放送）：小清水亜美（澪田唯吹 役）
- 第16回（2012年11月9日 放送）：福山潤（花村輝輝 役）
- 第17回（2012年11月16日 放送）：小林優（小泉真昼 役）
- 第18回（2012年11月23日 放送）：杉田智和（田中眼蛇夢 役）
- 第19回（2012年11月30日 放送）：花澤香菜（七海千秋 役）
- 第20回（2012年12月7日 放送）：石田彰（十神白夜 役）
- 第21回（2012年12月14日 放送）：日笠陽子（霧切響子 役）
- 第22回（2012年12月21日 放送）：細谷佳正（左右田和一 役）
- 第23回（2012年12月28日 放送）：豐口惠（江之島盾子 役）

## 舞台劇
。
演員
- 日向創：横浜流星
- 七海千秋：山田菜々（元NMB48･SKE48）
- 田中眼蛇夢：井上正大
- 罪木蜜柑：須藤茉麻
- 索妮亞·內瓦麥：ジェイミー夏樹
- 終里赤音：高橋ユウ
- 九頭龍冬彦：椎名鯛造 & 伊崎龍次郎 ※雙人演員
- 澪田唯吹：伊波杏樹
- 西園寺日寄子：水越朝弓
- 邊古山佩子：濱頭優
- 十神白夜：西洋亮
- 小泉真昼：蜂谷晏海 & 千倉里菜 ※雙人演員
- 花村輝輝：TEAM近藤 & 二梃木周平（ヒマワリ）※雙人演員
- 弐大猫丸：くっきー（野性爆弾）
- 左右田和一 ：いしだ壱成
- 狛枝凪斗：鈴木拡樹
- 黑白熊：大山のぶ代（聲音演出）
- 黑白美：貴家堂子（聲音演出）
- 江之島盾子：神田沙也加（特別映像出演）

製作人員
- 製作：吉田正大(beachwalkers.)
- 演出：松崎史也
- 脚本：堀江慶・松崎史也
- 監修：小高和剛（スパイク・チュンソフト）
- 音楽：高田雅史（サウンドプレステージ）

主題曲
「Good Bye School Dayz –theme of SUPER DANGANRONPA 2 THE STAGE-」
作詞 - 神田沙也加 / 作曲 - Billy / 歌 - TRUSTRICK
映像特典
※椎名鯛造、千倉里菜、二梃木周平はダイジェストでの出演。

## 外部連結
- （日語）槍彈辯駁系列官方網站
  - 超級槍彈辯駁2 再見絕望校園官方網站
  - 槍彈辯駁1·2 Reload官方網站
- （日語）超級槍彈辯駁2 再見絕望校園電玩通網站 （页面存档备份，存于）
- （日語）線上漫畫 超級槍彈辯駁2 七海千秋的絶望大冒険
  - 線上漫畫 超級槍彈辯駁2 だんがんアイランド ココロ常夏、ここロンパ♪
  - 線上漫畫 超級槍彈辯駁2 超高中級的幸運與希望與絕望 （页面存档备份，存于）